# Procenognatha semisensata
Procenognatha semisensata is een eenoogkreeftjessoort uit de familie van de Diaixidae.